# KFC Denderleeuw EH
Maillots
Dernière mise à jour : 31 janvier 2012.
Le Koninklijke Football Club Denderleeuw Eendracht Hekelgem est un ancien club de football belge, localisé dans la ville de Denderleeuw, qui portait le matricule 5647. Il doit son nom à une fusion, intervenue en 2001, entre le FC Denderleeuw et l'Eendracht Hekelgem, porteur du matricule 6826. Quatre ans plus tard, le club disparaît dans une autre fusion avec le Verbroedering Denderhoutem, matricule 3900, et son matricule 5647 est radié par l'URBSFA. Au cours de ses 53 ans d'existence, le club évolue 22 saisons dans les divisions nationales, dont 8 en deuxième division, le plus haut niveau qu'il ait atteint.

## Histoire
Le club du FC Denderleeuw est fondé en 1952. Il s'affilie à la Fédération belge le 30 juillet 1953, et reçoit le matricule 5647. Le club rejoint en 1970 la Promotion, quatrième et dernier niveau national. Trois ans plus tard, le club remporte sa série de Promotion, et monte pour la première fois en Division 3. Après deux saisons, il est rétrogradé vers la Promotion. Le club obtient des résultats en dents de scie, et au milieu des années 1980, il est même rétrogradé en première provinciale.
Denderleeuw ne remonte en Promotion qu'en 1992, et remporte sa série dès la première année, lui permettant de retrouver la Division 3. Cette fois, le club joue les premiers rôles, et après seulement trois saisons, il est promu pour la première fois en Division 2. Le club parvient à jouer le Tour final pour la montée à plusieurs reprises, mais sans parvenir à rejoindre l'élite du football belge.
En 2001, le club fusionne avec l'Eendracht Hekelgem, un club d'une entité voisine, porteur du matricule 6826, qui venait d'être rétrogradé en troisième division. Le club fusionné conserve le matricule, le stade et les couleurs du FC Denderleeuw, en y ajoutant une touche de rouge, rappelant la couleur dominante d'Hekelgem, via leur sponsor principal. L'année suivante, le club obtient le titre de Société Royale.
Cette fusion n'apporte pas les résultats attendus. Le club est rétrogradé en Division 3 en 2004. Le président du club Bart Gies discute alors d'une nouvelle fusion avec Jan Vijverman, président du Verbroedering Denderhoutem, évoluant également en D3. Leur but est de mettre sur pied un grand club dans la région de la Dendre, capable de rejoindre la première division. C'est chose faite en avril 2005, les deux clubs fusionnent et forment le FC Verbroedering Dender EH. Le club fusionné conserve le matricule 3900 de Denderhoutem, et joue ses matches à domicile au stade Florent Beeckman de Denderleeuw. Les dirigeants choisissent de "mélanger" les couleurs des deux anciens clubs, et optent pour un maillot Bleu, noir et blanc. Le matricule 5647 du FC Denderleeuw est alors radié par la Fédération.

## Résultats dans les divisions nationales
Statistiques clôturées, club disparu

### Palmarès
- 2 fois champion de Belgique de Promotion en 1973 et en 1993.

### Bilan
| Niv | Divisions    | Jouées | Titres | TM Up | TM Down |
| --- | ------------ | ------ | ------ | ----- | ------- |
| I   | 1e nationale | 0      | 0      |       |         |
| II  | 2e nationale | 8      | 0      | 3     |         |
| III | 3e nationale | 6      | 0      | 4     |         |
| IV  | 4e nationale | 8      | 2      |       |         |
|     |              |        |        |       |         |
|     | TOTAUX       | 22     | 2      | 7     |         |

- TM Up= test-match pour départager des égalités, ou toutes formes de Barrages ou de Tour final pour une montée éventuelle.
- TM Down= test-match pour départager des égalités, ou toutes formes de Barrages ou de Tour final pour le maintien.

### Classement saison par saison
| Ordre               | Saison  | Nom du club                                                                        | Niveau                                                                             | Classement final                                                                   | Remarques                                                                          |
| ------------------- | ------- | ---------------------------------------------------------------------------------- | ---------------------------------------------------------------------------------- | ---------------------------------------------------------------------------------- | ---------------------------------------------------------------------------------- |
| 1                   | 1970-71 | FC Denderleeuw                                                                     | Promotion série D                                                                  | 4e/16                                                                              |                                                                                    |
| 2                   | 1971-72 | FC Denderleeuw                                                                     | Promotion série A                                                                  | 13e/16                                                                             |                                                                                    |
| 3                   | 1972-73 | FC Denderleeuw                                                                     | Promotion série D                                                                  | 1er/16                                                                             | Champion et promu!                                                                 |
| 4                   | 1973-74 | FC Denderleeuw                                                                     | Division 3 série B                                                                 | 6e/16                                                                              |                                                                                    |
| 5                   | 1974-75 | FC Denderleeuw                                                                     | Division 3 série A                                                                 | 14e/16                                                                             | Relégué!                                                                           |
| 6                   | 1975-76 | FC Denderleeuw                                                                     | Promotion série B                                                                  | 15e/16                                                                             | Relégué!                                                                           |
| séries provinciales |         |                                                                                    |                                                                                    |                                                                                    |                                                                                    |
| 7                   | 1981-82 | FC Denderleeuw                                                                     | Promotion série A                                                                  | 8e/16                                                                              |                                                                                    |
| 8                   | 1982-83 | FC Denderleeuw                                                                     | Promotion série A                                                                  | 9e/16                                                                              |                                                                                    |
| 9                   | 1983-84 | FC Denderleeuw                                                                     | Promotion série A                                                                  | 16e/16                                                                             | Relégué!                                                                           |
| séries provinciales |         |                                                                                    |                                                                                    |                                                                                    |                                                                                    |
| 10                  | 1992-93 | FC Denderleeuw                                                                     | Promotion série B                                                                  | 1er/16                                                                             | Champion et promu!                                                                 |
| 11                  | 1993-94 | FC Denderleeuw                                                                     | Division 3 série A                                                                 | 2e/16                                                                              | Tour final!                                                                        |
| 12                  | 1994-95 | FC Denderleeuw                                                                     | Division 3 série A                                                                 | 2e/16                                                                              | Tour final!                                                                        |
| 13                  | 1995-96 | FC Denderleeuw                                                                     | Division 3 série A                                                                 | 3e/16                                                                              | Promu via Tour final!                                                              |
| 14                  | 1996-97 | FC Denderleeuw                                                                     | Division 2                                                                         | 6e/18                                                                              | Tour final!                                                                        |
| 15                  | 1997-98 | FC Denderleeuw                                                                     | Division 2                                                                         | 4e/18                                                                              | Tour final!                                                                        |
| 16                  | 1998-99 | FC Denderleeuw                                                                     | Division 2                                                                         | 8e/18                                                                              |                                                                                    |
| 17                  | 1999-00 | FC Denderleeuw                                                                     | Division 2                                                                         | 9e/18                                                                              |                                                                                    |
| 18                  | 2000-01 | FC Denderleeuw                                                                     | Division 2                                                                         | 9e/18                                                                              |                                                                                    |
| 19                  | 2001-02 | FC Denderleeuw                                                                     | Division 2                                                                         | 13e/18                                                                             |                                                                                    |
| 20                  | 2002-03 | FC Denderleeuw                                                                     | Division 2                                                                         | 5e/18                                                                              | Tour final!                                                                        |
| 21                  | 2003-04 | FC Denderleeuw                                                                     | Division 2                                                                         | 18e/18                                                                             | Relégué!                                                                           |
| 22                  | 2004-05 | FC Denderleeuw                                                                     | Division 3 série A                                                                 | 9e/16                                                                              | Tour final!                                                                        |
|                     | 2005    | Fusion avec Denderhoutem pour former le FCV Dender EH, le matricule 5647 disparaît | Fusion avec Denderhoutem pour former le FCV Dender EH, le matricule 5647 disparaît | Fusion avec Denderhoutem pour former le FCV Dender EH, le matricule 5647 disparaît | Fusion avec Denderhoutem pour former le FCV Dender EH, le matricule 5647 disparaît |